# 长鳔云南鳅
长鳔云南鳅（学名：Yunnanilus longibulla）为輻鰭魚綱鲤形目條鳅科云南鳅属的鱼类。于1990年由杨君兴描述。在中国，分布于程海等。该物种的模式产地在程海。

## 扩展阅读
維基物種上的相關：长鳔云南鳅